# Nezahualcoyotl
Cet article concerne le dirigeant de la cité de Texcoco. Pour la ville actuelle, voir Nezahualcóyotl (État de Mexico).
Nezahualcoyotl (« coyote famélique », « affamé » ou « qui jeûne », en nahuatl) Acolmiztli, surnommé Yoyontzin (« vénérable qui va l'amble »), nait et meurt à Tezcoco (28 avril 1402 – 4 juin 1472), ville située dans la vallée de Mexico au Mexique. Il fut le dirigeant (tlatoani) de cette ville et du peuple acolhua de 1431 à 1472. Également poète, architecte et philosophe reconnu, il fut une des personnalités les plus importantes de la Mésoamérique postclassique.

## Élaboration de la ligue
Le fils cadet d'Ixtlilxochitl Ier, sixième seigneur des Chichimèques, et de Matlalcihuatzin, fille du second seigneur de Tenochtitlan, dut abandonner avec toute sa famille Texcoco en 1418, chassé par Tezozomochtli, souverain tépanèque d'Azcapotzalco. En effet, ce vieux tlatoani, de la dynastie guerrière des Tépanèques, avait annexé à son domaine de vastes territoires à l'est et à l'ouest du grand lac de Texcoco. Pendant ce temps, à Tenochtitlan, les dirigeants mexicas déclaraient toute résistance impossible et préconisaient la soumission. Après trente jours dans la forteresse de Tzinacanoztoc, le père de Nezahualcoyotl se retira à Tapanahuayuan, en compagnie de son fils et de plusieurs chefs qui lui étaient restés fidèles, et y perdit la vie en combattant ses poursuivants tandis que le jeune prince, âgé de seize ans, observait la scène dissimulé dans un arbre. Une grande partie du territoire des habitants de Texcoco tomba alors sous la coupe tépanèque.
Le nouveau dirigeant d'Azcapotzalco, Maxclatl, arrivé au pouvoir vers 1426, réussit à liguer contre lui Tenochtitlan, Tlacopan et Texcoco ainsi que d'autres villes mineures. Nezahualcoyotl, héritier légitime, rétablit son autorité sur Texcoco, et, en 1428, Azcapotzalco tombe et est détruite, après un siège de cent quatorze jours. Cet évènement enclenche la formation de la Triple alliance aztèque, nom impropre (les deux dernières villes n'étant pas à proprement parler aztèques) qui désigne un pacte entre les puissances de Tenochtitlan, Texcoco et Tlacopan. Les souverains de ces deux premières cités ont donc la sagesse de prendre pour alliée une cité appartenant à la tribu d'Azcapotzalco : Tlacopan. Mais bien vite, le rôle militaire dominant passe aux mains des Aztèques tandis que Texcoco choisissait une voie plus spirituelle, notamment par l'intermédiaire de Nezahualcoyotl.

## Un dirigeant à multiples facettes
Si Bernardino de Sahagún et surtout Fernando de Alva Cortés Ixtlilxochitl, biographe de ce roi, le peignent comme le plus juste et le plus élevé des seigneurs de son temps, il est décrit aussi comme un homme débauché et dominateur, qui n'hésite pas à faire mettre à mort Cuacuauhtzin, pour pouvoir épouser sa femme. Néanmoins, il dicte le code le plus accompli pour diriger son peuple, et entreprend des travaux pour le protéger des inondations et lui fournir l'eau potable qui lui permet de survivre sur les rives du lac salé. En effet, il fut le premier à codifier et à mettre par écrit les anciennes lois de Texcoco, et fonda ce qui fut probablement la première véritable bibliothèque de Mésoamérique.
Nezahualcoyotl apparaît ainsi sous deux visages bien différents : celui d'un despote éclairé, bienfaiteur du peuple acolhua, héritier de la culture toltèque, poète qui transpose la parole des anciens rythmes religieux et guerriers dans le domaine de la poésie lyrique, philosophe qui impose le culte symbolique du dieu inconnu, Tloque in Nahuaque, « maître du proche et du lointain » (la formule exacte du nahuatl serait « Maître du proche et de l'anneau des confins du monde »), créateur de toutes choses. Il a également la réputation d'un politicien ambitieux, amoureux du pouvoir et des jouissances terrestres, et comme tous les seigneurs de l'Anahuac, grand pourvoyeur des autels de Huitzilopochtli, de Tezcatlipoca et des Tlaloques en victimes humaines, et ce malgré ses croyances hénothéistes.
Il est le défenseur du concept abstrait de la divinité Tloque Nahuaque; pourtant, il semblerait, par égard pour son peuple, qu'il prit soin de ne pas rejeter les dieux et déesses conventionnels du panthéon mexica. Souverain attiré par la pensée métaphysique et absconse sur la nature des choses, ainsi que par la paix et l'ordre, Nezahualcoyotl s'inquiétait des tendances bellicistes des Aztèques et essaya d'endiguer leur agressivité, condamnant tout particulièrement la xochiyaoyotl, « guerre fleurie » en nahuatl.
Les chroniqueurs rapportent des anecdotes le concernant à la limite de l'histoire et du mythe. Vers la fin de son règne, bien détaché des aventures et des violences de sa jeunesse, il n'hésite pas à se déguiser en simple chasseur, pour écouter les doléances et les plaintes de paysans ordinaires, afin de les convoquer au palais et de leur offrir de magnifiques cadeaux. Ces histoires rappellent beaucoup l'attitude d'Harun ar-Rachid. Les chroniqueurs le dépeignent aussi, surprenant du haut d'un balcon, les paroles amères d'un bûcheron qui, suant sous son fardeau, s'écrie : « Celui qui vit dans ce palais a tout ce qui lui faut, tandis que nous, nous sommes épuisés et nous mourons de faim! ». Nezahualcoyotl fait alors appeler le bûcheron et lui conseille d'abord de faire attention à ses dires, « car les murs entendent », puis il lui demande « de considérer le poids et la charge des affaires qu'il avait à porter pour protéger, défendre et maintenir selon la justice un aussi grand royaume », et enfin le renvoie comblé de présents.

## Œuvre urbanistique
Dans cette ville de Texcoco, le roi fit construire un palais de plus de trois cents pièces, avec des jardins ornés de fontaines et de bassins. Des oiseaux, poissons et autres animaux y étaient conservés, soit vivants, soit représentés en or ou en pierres. À Tetzcotzinco (ou Texcotzingo19° 29′ 49″ N, 98° 49′ 06″ O, collines à l'est de Texcoco), Nezahualcoyotl aménagea également un parc d'une magnificence extraordinaire, irrigué par un ingénieux système de canaux avec des aqueducs reliés à diverses sources de montagnes, ainsi que des bains. En accord avec d'autres souverains des villes environnantes, il se lança dans de grands travaux publics, comprenant l'édification d'une digue à travers le lac Texcoco et d'un aqueduc pour emmener l'eau douce de Chapultepec jusqu'à la capitale aztèque. 
Contre le polythéisme agressif des Aztèques, il fit élever une pyramide à dix degrés surmontée d'un temple, orné seulement d'un ciel étoilé, à l'image de son dieu tutélaire, Tloque in Nahuaque.

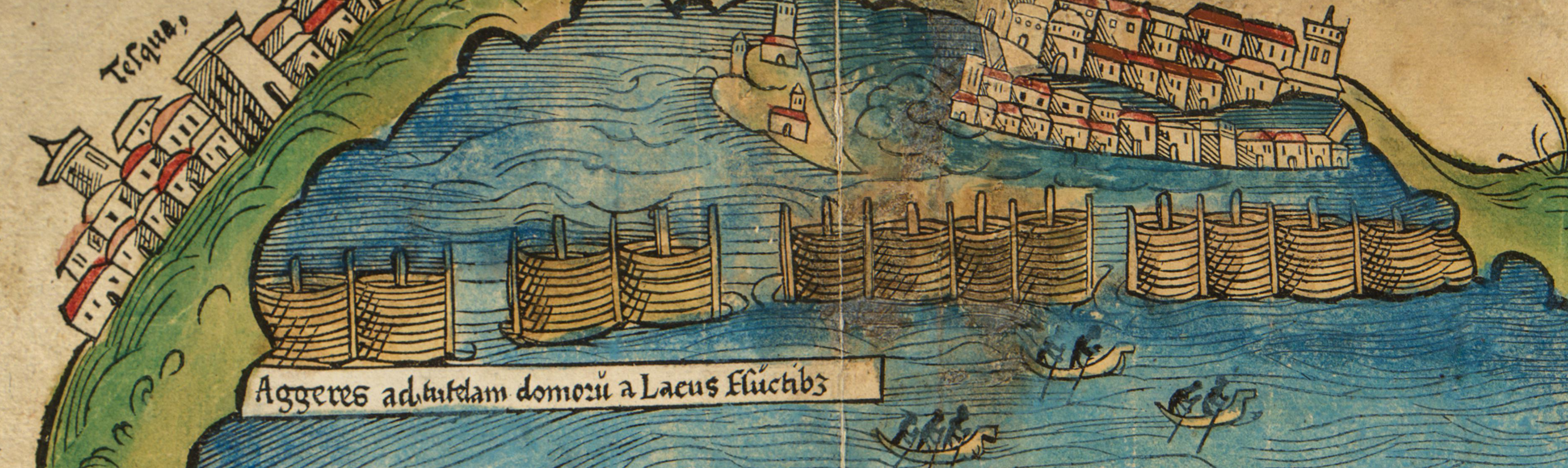
Un détail de la première carte de la ville de Tenochtitlán où on peut voir la digue de Nezahualcóyotl.

## Œuvre poétique

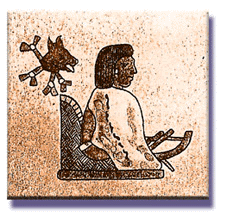
Le roi poète, dessiné ici conventionnellement, selon les critères artistiques des Mexicas.

À Texcoco, seconde ville de l'État aztèque, un « conseil de la musique » avait été créé. Il organisait des concours de poésie dotés de prix. C'était dans cette cité, d'après l'avis de tous les Mexicas, que l'on parlait la langue nahuatl sous sa forme la plus élégante et la plus pure. Au XVe siècle, Nezahualcoyotl était le poète le plus admiré par l'aristocratie et il rassembla des nobles à sa cour constituée alors d'artistes et de sages.
Toute la poésie lyrique mexicaine s'ordonne autour de deux thèmes majeurs : le premier est à propos de la beauté de la vie, du monde et des fleurs, le second sur la mort et la fuite inévitable du temps. Les odes de la poésie du roi Nezahualcoyotl reflètent la philosophie sereine et désabusée d'un homme simple qui s'interroge sur les réalités du monde.
« En vain, tu saisis ton teponaztli fleuri, 
Tu jettes à poignées les fleurs,
Elles se flétrissent !
...Ô mes amis, cette terre nous est seulement prêtée.
Il faudra abandonner les beaux poèmes.
Il faudra abandonner les belles fleurs.
C'est pourquoi je suis triste en chantant pour le Soleil. »
Voici les poèmes attribués au roi de Texcoco :
- In chololiztli (La fuite)
- Ma zan moquetzacan (Lève toi!)
- Nitlacoya (Je suis triste)
- Xopan cuicatl (Chanson du printemps)
- Ye nonocuiltonohua (Je suis riche)
- Zan yehuan (Il est seul)
- Xon Ahuiyacan (Être joyeux)

Enfin, le poème qui commence par « Toute la terre est une tombe et rien ne lui échappe » est généralement attribué à Nezahualcoyotl.
Ses chants étaient toujours accompagnés du rythme des tambours et des grelots car la littérature et la musique dans la culture de la Mésoamérique ne sont pas dissociables. Il serait l'inventeur de l'élégie en créant une littérature détachée du mythe collectif et des hymnes purement religieux.
Les thèmes qui se développent en lui sont « la fugacité de ce qui existe, la mort inévitable, la possibilité de dire des mots vrais, le plus éloigné et la région des décharnés, le sens des fleurs et du chant, l'énigme de l'homme face au donneur de la vie et la possibilité de distinguer quelque chose proche de l'inventeur de soi-même ».

## Postérité
On prétend durant la vie de Nezahualcoyotl qu'il est le fils des dieux et immortel, autant de qualités dont ne peut se targuer son allié Totoquinahtzin, seigneur de Tlacopan ou même Moctezuma Ilhuicamina, souverain aztèque de Tenochtitlan. L'un de ses descendants, le chroniqueur Fernando de Alva Cortés Ixtlilxochitl, lui prête même l'intuition d'un dieu suprême, créateur du ciel et de la terre, et le qualifie avec enthousiasme de prince « le plus puissant, le plus vaillant, le plus sage [...] qu'il y eut en ce Nouveau Monde ».
Les causes de la mort de Nezahualcoyotl, qui survient après quarante-deux ans de pouvoir, sont inconnues. Son successeur, son fils Nezahualpilli, s'efforça de suivre l'exemple de son père : sous son règne, Texcoco devint la capitale de l'empire aztèque du droit et de la culture littéraire.
Un de ces poèmes apparaît en caractères minuscules sur les billets actuels de cent pesos mexicains :
Amo el canto del zenzontle
Pájaro de cuatrocientas voces,
Amo el color del jade
Y el enervante perfume de las flores,
Pero más amo a mi hermano: el hombre.
« J'aime le chant du moqueur polyglotte
Oiseau aux quatre cents voix
J'adore la couleur du jade
Et le parfum entêtant des fleurs,
Mais plus que tout j'aime mon frère: l'homme »
En 1972, cinq cents ans après la mort du seigneur de Texcoco, le gouvernement de l'État du Mexique publia huit livres commémoratifs -certains des réimpressions, d'autres des originaux-, œuvres de José María Vigil, Miguel León-Portilla, Fernando de Alva Cortés Ixtlixochitl, José Luis Martínez, Salomón de la Selva, Víctor M. Castillo F., Pedro Mascaró et Sosa y Carlos Pellicer. Dans Chapultepec se trouve une fontaine monumentale à sa mémoire, conçue par le sculpteur Luis Ortiz Monasterio.
L'évêque José Joaquín Granados y Galvez (1743-1794) publia dans les Après-midis américaines (1778) un poème attribué à Nezahualcoyotl qui contient toutes les expressions caractéristiques de la pensée indigène préhispanique.
Par ailleurs, dans l'université nationale autonome du Mexique, fut construite une salle de concert portant le nom de Nezahualcoyotl : sala de conciertos Nezahualcóyotl
En 2005, son nom fut inscrit en lettres d'or sur le mur d'honneur de la chambre des députés du congrès mexicain.